# بنجامين هانسن
بنجامين هانسن (بالدنماركية: Benjamin Tiedemann Hansen)‏ (7 فبراير 1994 - ) هو لاعب كرة قدم دانمركي في مركز الدفاع. لعب مع نادي فايله.

## وصلات خارجية
- بنجامين هانسن على موقع اتحاد النرويج (النرويجية)
- بنجامين هانسن على موقع قاعدة بيانات كرة القدم.إي يو (الإنجليزية)
- بنجامين هانسن على موقع Soccerbase.com (لاعب) (الإنجليزية)
- بنجامين هانسن على موقع Soccerway.com (الإنجليزية)